# Costos estimados
Los Costos estimados son la parte de la contabilidad administrativa que se encarga de registrar los posibles eventos de la producción con la finalidad de obtener un presupuesto, por lo que éstos únicamente representan una "tentativa o estimación" en la anticipación de los costos reales, por lo tanto se encuentran sujetos a rectificaciones.

## Costos en la Contabilidad administrativa
Los costos se clasifican de acuerdo al tiempo en que se determinan: 
- Históricos: Se refieren a lo que costó la producción.
- Predeterminados: Se dividen en estimados y estándar, donde:
  - Estimados: Lo que puede costar (se ajusta al real o histórico).
  - Estándar: Lo que debe costar (el histórico se ajusta al estándar).

Es por esto que los costos estimados se deben ajustar a la realidad dando como resultado “variaciones”, las cuales pueden ser de dos tipos:
- Favorables: Es cuando el estimado es mayor al real.
- Desfavorables: Es cuando el real es mayor al estimado.

## Mecánica contable de los costos estimados
Este sistema contable consiste en estimar los costos unitarios de la producción, donde será necesario predeterminar los valores de la materia prima directa, la mano de obra directa y los cargos o gastos indirectos de fabricación que se prevén en el futuro y posteriormente se realizan los ajustes en las variaciones correspondientes.
Explicado lo anterior, los costos estimados se contabilizan de tal forma que se reflejen las variaciones generales por elemento del costo, así como su eliminación.

## Lenguaje técnico
Es importante mencionar las diferencias que existen entre los términos técnicos que se tienen en el idioma español. Por ejemplo: 
- Estimado vs real: Se le conoce como "Variación" en Latinoamérica, mientras que en Europa se le conoce como "Desviación".
- Estándar vs real: Se le conoce como "Desviación" en Latinoamérica, mientras que en Europa se le conoce como "Variación".